# .yu
.yu è stato il dominio di primo livello nazionale assegnato alla Jugoslavia.
In seguito alla dissoluzione della Jugoslavia, il dominio venne  temporaneamente usato dalla Serbia e Montenegro (a cui fu assegnato .cs, tuttavia inutilizzato). In seguito al referendum sull'indipendenza del Montenegro del 2006, Serbia e Montenegro hanno rispettivamente ottenuto l'assegnazione di .rs e .me.
ICANN ha temporamente assegnato il dominio a RNIDS durante la fase di transizione.